# Znanstvena komunikacija
Znanstvena komunikacija ali komuniciranje znanosti je informiranje, izobraževanje, ozaveščanje o znanstvenih temah in povečanje zavedanja o pomenu znanstvenih odkritij in argumentov. Pri znanstveni komunikaciji oziroma komuniciranju znanosti je pomembno, da se komunikator znanosti zaveda, da se strokovnost in raven znanstvenega znanja razlikujeta glede na skupino, ki jo naj sporočilo doseže. Znanstveniki svoje dosežke komunicirajo svojim kolegom oziroma strokovnjakom iz podobnih ali različnih znanstvenih okolij (primer tega je znanstveno komuniciranje in objavljanje v znanstvenih revijah), a tudi za nestrokovno občinstvo v različnih medijih (časopis, televizija, radio, družbeni mediji) in na različnih dogodkih. Znanstveni komunikatorji za uspešno komuniciranje uporabljajo različne tehnike in strategije: prepričevanje, vključno s humorjem, pripovedovanjem zgodb in metaforami.  Zavedanje o pomenu znanstvenega komuniciranja in upoštevanje uspešnih strategij in tehnik komunikacije, omogočajo dobro seznanje javnosti z znanstvenimi dosežki. 
Znanstveno komuniciranje lahko ustvari podporo znanstvenim raziskavam ali znanstvenemu izobraževanju in prispeva k odločanju, vključno s političnim in etičnim razmišljanjem. Znanstvena komunikacija je lahko učinkovit posrednik med različnimi skupinami in posamezniki, ki sodelujejo v politiki, gospodarstvu in civilni družbi.

## Refleksija o komuniciranju v znanosti in stroki
Leta 1987 sta Geoffery Thomas in John Durant zagovarjala različne razloge za povečanje javnega razumevanja znanosti ali znanstvene pismenosti. Bolj usposobljeni inženirji in znanstveniki bi lahko omogočili, da bi bila država ekonomsko bolj konkurenčna. Znanost lahko koristi tudi posameznikom. Znanost je lahko zanimiva za širše občinstvo (npr. popularna znanost ali znanstvena fantastika). Ker živimo v čedalje bolj tehnološki družbi, poznavanje znanosti olajša razumevanje določenih procesov. Znanost o sreči je primer področja, katerega raziskovanje ima lahko neposredne in očitne posledice za posameznike. Politični odločevalci in širša javnosti bi lahko imeli več koristi od znanstvene pismenosti, saj informirano volilno telo spodbuja k bolj demokratični družbi. Poleg tega znanost lahko prispeva k sprejemanju moralnih odločitev (npr. odgovarja na vprašanja, ali živali lahko čutijo bolečino in kako človeška dejavnost vpliva na podnebje).
Leta 1990 je Steven Hilgartner, znanstvenik s področja naravoslovnih znanosti in tehnologije, kritiziral nekatere akademske raziskave o javnem razumevanju znanosti. Hilgartner je trdil, da tisto, kar je imenoval »prevladujoči pogled« na popularizacijo znanosti, ponavadi pomeni tesno mejo okoli tistih, ki lahko izrazijo resnično in zanesljivo znanje. Z opredelitvijo »pomanjkljive javnosti« kot prejemnice znanja znanstveniki poudarjajo lastno identiteto kot strokovnjaki, meni Hilgartner. Tako razumljeno lahko znanstveno komuniciranje izrecno obstaja za povezovanje znanstvenikov s preostalo družbo, lahko pa znanstveno komuniciranje okrepi ločnico med javnostjo in strokovnjaki. Leta 2016 je znanstvena revija Public Understanding of Science objavila tekmovanje za najboljši esej na temo o »modelu primanjkljaja« ali »konceptu primanjkljaja« znanstvenega komuniciranja in objavila vrsto člankov,  s katerimi je odgovorjala na vprašanje »Zakaj se v znanstvenem komuniciranju vedno znova pojavlja ideja o javnem deficitu?« Carine Cortassa je trdila, da je model primanjkljaja znanstvene komunikacije le poseben primer vseprisotnega problema, ki se preučuje v družbeni epistemologiji pričevanja, problema »epistemske asimetrije«, ki se pojavi, kadar koli nekateri vedo o nekaterih stvareh več kot drugi.
Znanstvena komunikacija je le en način za zmanjšanje epistemske asimetrije med ljudmi, ki morda vedo več, in ljudmi, ki o določeni temi vedo manj. Biolog Randy Olson je leta 2009 dejal, da so protiznanstvene skupine pogosto motivirane in dobro financirane, in da lahko težnja po tem, da so znanstvene organizacije nepristranske, vodi v krize javnega razumevanja znanosti. To je podprl s primeri zanikanja (na primer zanikanje podnebnih sprememb). 
Tudi novinar Robert Krulwich je leta 2008 trdil, da zgodbe, ki jih pripovedujejo znanstveniki, tekmujejo s prizadevanji ljudi, kot je turški kreacionist Adnan Oktar. Krulwich je pojasnil, da so tisoče privlačnih, lahko berljivih in poceni kreacionističnih učbenikov zaradi prizadevanj Oktarja prodali šolam v Turčiji (kljub njihovi močni posvetni tradiciji). Astrobiolog David Morrison je govoril o tem, kako so motili njegovo delo protiznanstveni aktivisti, ko so ga pozivali, da naj ublaži strah javnosti pred bližajočo se kataklizmo, v katero je bil po njihovem prepričanju vključen neviden planetarni objekt – prvič leta 2008 ter ponovno v letih 2012 in 2017. Osebnosti, ki so popularizirale znanost, kot sta Carl Sagan in Neil deGrasse Tyson, so delno odgovorne za pogled na znanost ali določeno znanstveno disciplino v širši javnosti. Vendar pa se stopnja znanja in izkušenj, ki jih ima tisti, ki popularizira znanost, lahko zelo razlikuje. Zaradi tega je lahko neka znanstvena komunikacija žrtev senzacionalizma. Kot je zapisal sodelavec Forbesa, »je glavna naloga popularizatorjev fizike enaka kot pri kateri koli slavni osebnosti: postati bolj znan«.   Druga točka polemike o poljudnoznanstvenih prispevkih, je ideja, kako lahko javna razprava vpliva na javno mnenje. Pomemben in zelo znan primer tega so podnebne spremembe. To povzroča zaskrbljenost zaradi popularizacije znanosti v javnosti in odpira vprašanje, ali bo nadaljnja popularizacija znanosti vodila v boljše razumevanje znanosti ali v posploševanje oziroma celo v senzacionalizem. Morski biolog in filmski ustvarjalec Randy Olson je objavil delo Ne bodi tak znanstvenik: Talking Substance in Age of Style. V knjigi opisuje, kako je pri poučevanju znanstvenikov komunikatorjev prišlo do neproduktivne malomarnosti. »Ne bodi tak znanstvenik«, piše kolegom znanstvenikom in pravi, da se morajo otresti bremena znanosti, da se morajo »razvedriti«. Dodaja, da so znanstveniki na koncu najbolj odgovorni za promocijo in razlaganje znanosti javnosti in medijem. Olson pravi, da bi to morali storiti v skladu z dobrim razumevanjem družbene znanosti; znanstveniki morajo uporabljati prepričljiva in učinkovita sredstva, kot je pripovedovanje zgodb. Olson priznava, da morajo biti zgodbe, ki jih pripovedujejo znanstveniki, ne samo prepričljive, temveč tudi natančne in skladne s sodobnimi znanstvenimi odkritji – pravi, da se je treba s tem dodatnim izzivom preprosto soočiti. Kot učinkovitega popularizatorja znanosti vidi osebe, kot je Carl Sagan, deloma tudi zato, ker takšne osebnosti skrbijo za to, da so javnosti simpatične. Robert Krulwich je ob uvodnem nagovoru študentom kalifornijskega tehnološkega inštituta Caltech imel govor z naslovom »Povej mi zgodbo«. Krulwich pravi, da imajo znanstveniki dejansko veliko priložnosti, da pojasnijo kaj zanimivega o znanosti ali svojem delu, in da morajo takšne priložnosti izkoristiti. Pravi, da se morajo znanstveniki upirati izogibanju javnosti, kot je to storil sir Isaac Newton, in namesto tega sprejeti in uporabljati metafore, kot je to storil Galileo; Krulwich predlaga, da postanejo metafore pomembnejše, saj je znanost težje razumljiva. Dodaja, da pripovedovanje zgodb o znanosti v praksi, o zgodbah o uspehu in težavah znanstvenikov pomaga razumeti, da so znanstveniki resnični ljudje. Na koncu se Krulwich zavzema za pomen znanstvenih vrednot na splošno in javnosti pomaga razumeti, da znanstveni pogledi niso zgolj mnenja, temveč težko pridobljeno znanje.
Komuniciranje o znanosti je od petdesetih let prejšnjega stoleja tudi predmet teoretičnih raziskav. Cilj raziskav na tem področju je izboljšati naše razumevanje najboljših načinov sporočanja zapletenih informacij, zlasti ljudem, ki so zunaj področja znanstvenih raziskav. 

## Znanost v popularni kulturi in medijih

#### Rojstvo javne znanosti
Medtem ko so znanstvene študije začele postajati priljubljena oblika diskurza od renesanse do razsvetljenstva, znanstvene dejavnosti niso bile ne gmotno dobro podprte ne izpostavljene pogledu javnosti do 19. stoletja. Večino znanosti pred tem so financirali posamezniki pod zasebnim pokroviteljstvom in so jo preučevali v ekskluzivnih skupinah, kot je Kraljeva družba. Javna znanost se je pojavila zaradi postopnih družbenih sprememb, ki so bile posledica vzpona srednjega razreda v 19. stoletju. Ko so v 19. stoletju tehnični izumi, kot sta tekoči trak za transport tovora in parna lokomotiva, spremenili  življenjski slog ljudi, so univerze in druge javne ustanove začele v veliki meri financirati znanstvene izume, da bi povečale število znanstvenih raziskav. Ker so bili znanstveni dosežki koristni za družbo, je iskanje znanstvenih spoznanj spremenilo znanost v poklic. Ko je komunikacija znanosti dosegla širšo publiko, se je zaradi profesionalizacije znanosti in njenega uvajanja v javno sfero zanimanje za to temo povečalo.
V 19. stoletju je prišlo tudi do sprememb v medijski produkciji. Izum tiskarskega stroja na parni pogon je omogočil tiskanje več strani na uro, kar je povzročilo cenejša besedila. Cene knjig so postopoma padale, kar je delavskim razredom omogočilo nakup. Množičnemu občinstvu so znanstvena besedila postajala vse bolj cenovno dostopna, kar je povečevalo njihovo informiranost. Zgodovinarka Aileen Fyfe je ugotovila, da se je v 19. stoletju zgodila vrsta družbenih prenov, ki so si prizadevale izboljšati življenje delavcev, med njimi tudi dostop do javnega znanja, kar je bilo dragoceno za posameznikovo intelektualno rast. Posledično so bila izvedena prizadevanja za izboljšanje znanja manj izobraženih. Društvo za razširjanje koristnega znanja, ki ga je vodil Henry Brougham, je poskušalo organizirati sistem za široko pismenost za vse razrede. Poleg tega so bili tedenski časopisi, kot je revija Penny, namenjeni splošni javnosti za celovito izobraževanje o znanstvenih dosežkih.
Ko se je občinstvo, ki ga je znanost zanimala, povečevalo, je naraščalo tudi zanimanje za znanost, namenjeno javnosti. Na nekaterih univerzah, kot sta Univerza v Oxfordu in Univerza v Cambridgeu so ponujali dodatna predavanja, ki so spodbujala prebivalstvo k udeležbi. V ZDA so bila potujoča predavanja v 19. stoletju pogost pojav in so pritegnila na stotine gledalcev. Na teh javnih predavanjih so pokazali osnovne znanstvene poskuse, s katerimi so spoznali nekaj novega tako izobraženi kot neizobraženi gledalci.
Ne samo da je popularizacija javne znanosti s pomočjo množičnih medijev razsvetlila širšo javnost, ampak je tudi okrepila komunikacijo znotraj znanstvene skupnosti. Čeprav so znanstveniki svoja odkritja in dosežke že stoletja prenašali s tiskom, so priljubljenosti publikacij z različnimi temami upadale. Zato so začele izhajati revije za posamezne discipline in te so bile ključnega pomena za uspešno znanstveno kariero v 19. stoletju. Kot rezultat tega so imele znanstvene revije, kot sta Nature ali National Geographic, veliko bralcev in do konca 19. stoletja, ko se je popularizacija znanosti nadaljevala, prejele znatno financiranje.

## Prelomno delo v komuniciranju znanosti
Pomemben mejnik v komuniciranju znanosti pomeni delo Rachel Carson. Njena knjiga z naslovom Nema pomlad (Silent Spring, 1962, slov. 1972) je izpostavlila škodljive učinke različnih kemikalij (kot so pesticidi) na okolje. Pomembnost dela Nema pomlad je v tem, kako so bili v tekoče pripovedani zgodbi zbrani številni pomembni znanstveni podatki iz različnih strok. V tem delu so razloženi škodljivi učinki kemikalij in pesticidov na okolje, rastlinstvo, živalstvo, hrano in zdravje ljudi. Na koncu knjige R. Carson predlaga alternativne načine za reševanje tega okoljskega problema ob upoštevanju nekemičnih možnosti za zatiranje žuželk.
Nema pomlad je na različne načine nagovorila raznovrstna občinstva. Knjiga je bila tudi izhodišče za številne prispevke objavljene v The New Yorker, televizijska mreža CBS pa je na podlagi scenarija, napisanega po izvirniku, posnela televizijski dokumentarec. Delo Rachel Carson je imelo velik pomen za nastanek in oblikovanje različnih okoljskih skupin proti neselektivni uporabi različnih kemikalij v okolju.

## Načini komuniciranja znanosti
Znanstvene dosežke javnosti lahko sporočamo na različne načine. Po besedah Karen Bultitude, predavateljice znanstvenih komunikacij na University College London, jih je mogoče na splošno razvrstiti v tri skupine: tradicionalno novinarstvo, dogodki v živo  in spletna interakcija.

#### Znanstvene revije s področja komuniciranja znanosti
Science Communication: Linking Theory and Practice. 
Public Understanding of Science
Journal of Science Communication.

##### Slovenske nagrade za znanstveno komunikacijo
Slovenska znanstvena fundacija podeljuje od leta 2003 priznanja prometej znanosti za odličnost v komuniciranju in od leta 2013 častni naslov komunikator/ica znanosti.

##### Slovenski portali za komuniciranje in promocijo znanosti
- Alternator

- Tromba

- Metina lista - znanost

- Videolectures

- Kvarkadabra – fizika, astronomija

- Znanost na cesti

- Znanstveni večeri Univerze v Novi Gorici

- Portal v vesolje – astronomija, astrofizika, kozmologija

- cosmolab – astrofizika

##### Komuniciranje znanosti v slovenskih medijih
- častnik Delo, rubrika Znanost

- Radio Slovenija, Program ARS, Pogled v znanost

- Radio Slovenija, Val 202, Frekvenca X

- RTV Slovenija MMC portal Znanost in tehnologija

- RTV Slovenija, Ugriznimo znanost

- STA Znanost

##### Slovenske poljudnoznanstvene revije
- Gea
- Proteus
- National Geographic (slovenska izdaja)
- Presek
- Spika
- Svet ptic
- Življenje in tehnika